# Октябрьская улица (Новосибирск)
Октя́брьская улица (до 1920 года — Болдыревская, была названа в честь начальника Алтайского округа Кабинета Его Величества В. К. Болдырева) — улица, расположенная в Железнодорожном и Центральном районах Новосибирска. Начинается от проезда Виктора Ващука, пролегающего вдоль путей Западно-Сибирской железной дороги. Пересекает улицы Революции, Урицкого, Советскую, Красный проспект; затем соединяется с Серебренниковской улицей, после чего прерывается сквером, зданием театра «Глобус» и домом по Каменской улице. Далее продолжается от Каменской улицы, пересекает улицу Семьи Шамшиных и примыкает к Ипподромской магистрали.

## Исторические здания
Городское училище — кирпичное двухэтажное здание, построенное архитектором А. Д. Крячковым в 1912 году. В настоящее время в здании находится Средняя образовательная школа № 3 им. Б. Богаткова. Является памятником архитектуры регионального значения.
Церковь Покрова Пресвятой Богородицы — деревянная церковь, возведённая в 1901 году. В 1930-х годах церковь закрылась, после чего долгое время в здании находились различные культурные учреждения. Только в 1994 году церковь была передана под управление Новосибирской епархии. Единственная деревянная церковь в Новосибирске, которая сохранилась с дореволюционного периода до настоящего времени.
Дом К. П. Бузолина — здание, построенное в 1910-е годы торговцем мануфактурой Константином Петровичем Бузолиным. Памятник деревянного зодчества. До сентября 2014 года здание принадлежало Danone-Юнимилк.
Русско-Китайский банк — здание на углу Красного проспекта и ул. Октябрьской, построенное в 1906 году. Банк располагался на втором этаже, а первый этаж занимали частные магазины. После прекращения деятельности Русско-Китайского банка на его месте расположился Русско-Азиатский банк, учреждённый в 1910 году. В настоящее время в доме находится Областная юношеская библиотека.
Дом И. Г. Ведерникова — двухэтажное кирпичное здание, построенное в 1909 году. Памятник архитектуры регионального значения.
Октябрьская улица № 6 — деревянный жилой дом на углу улиц Революции и Октябрьской, построенный предположительно в 1917 году. По состоянию на 2017 год дом был в неудовлетворительном состоянии.
Жилой дом «Союззолото» — дом, сооружённый в 1930-е годы архитектором Б. А. Гордеевым. Здание является памятником архитектуры регионального значения.

## Организации
Образовательные учреждения

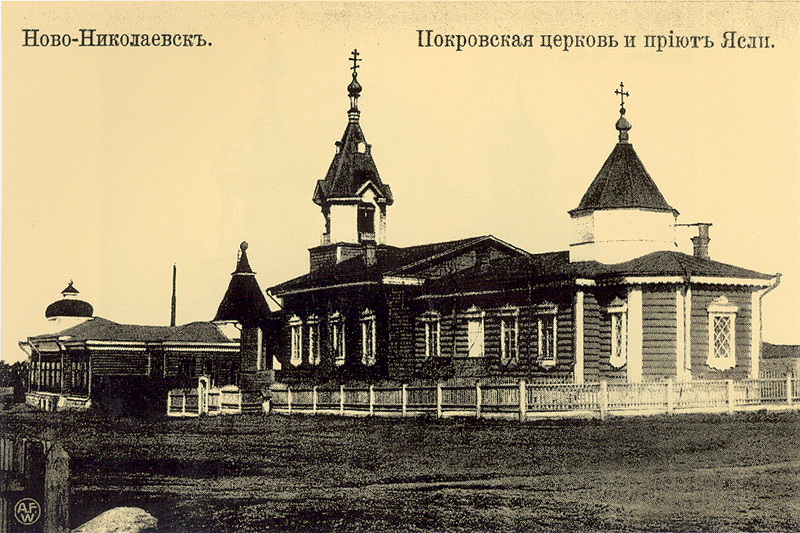
Покровская церковь в начале XX века

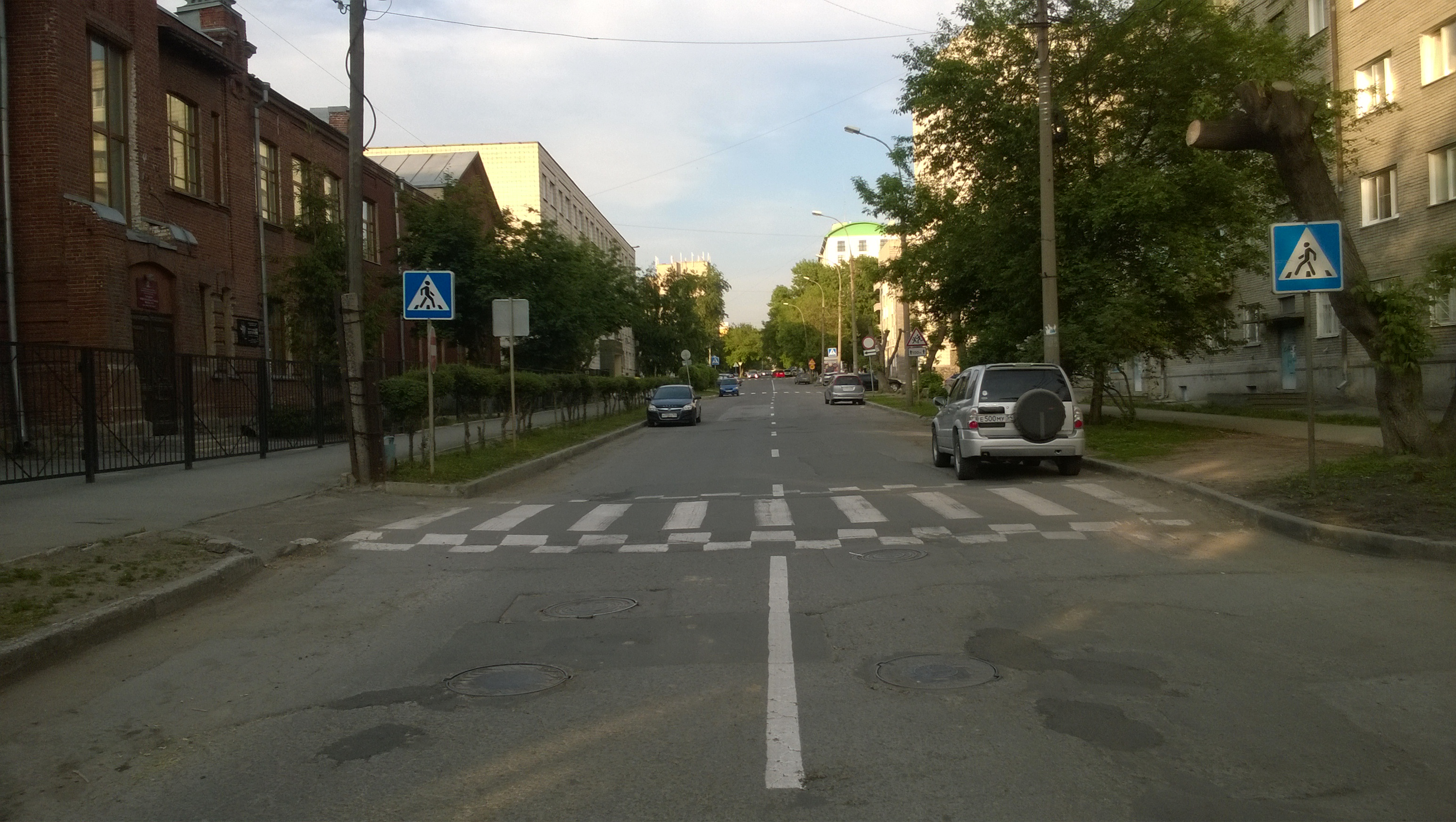
Улица Октябрьская в 2014 году

- Новосибирский кооперативный техникум имени А. Н. Косыгина
- Новосибирский медицинский колледж
- Средняя общеобразовательная школа № 3 им. Б. Богаткова
- Средняя общеобразовательная школа № 29 с углублённым изучением истории и обществознания

СМИ
- Тайга.инфо, региональный новостной сайт

Библиотеки
- Новосибирская областная юношеская библиотека

## Известные жители
- Елизавета Константиновна Стюарт (1906—1984) — русская поэтесса. С 1933 по 1966 год жила и работала в доме № 33. На здании установлена мемориальная доска[12].

- Владимир Ипполитович Жернаков (1878—1943) — русский купец, общественный деятель, первый городской голова Новониколаевска[13].
- Николай Павлович Литвинов (1885-1937) - предприниматель, книгоиздатель, журналист